# Crash Nitro Kart 2
Crash Nitro Kart 2 es un videojuego de carreras desarrollado por IP4U y publicado por Vivendi Games Mobile para teléfonos móviles con J2ME. Es una secuela de la versión móvil de Crash Nitro Kart.

## Sinopsis
Una vez más, Nitros Oxide intenta convertir el planeta Tierra en un estacionamiento de concreto. Esta vez, sin embargo, se salta su juego "Survival of the Fastest" y continúa con su plan de inmediato, ahora con Cortex y Ripper Roo apoyándolo. El primer paso de su plan es deforestar los bosques de bambú que resultan ser el hogar de Yaya Panda. Yaya pide ayuda a Crash y Coco, por lo que los bandicoots parten una vez más para luchar por el destino del planeta.

## Jugabilidad
El juego presenta múltiples pistas y permite a los jugadores recolectar letras C, R, A, S, H mientras conducen; recogerlos todos desbloquea un impulso de velocidad.

### Modos

#### Carrera Rápida
Carrera Rápida consiste en una sola carrera en una pista seleccionada al azar con un personaje de jugador y un kart aleatorios.

#### Copa
El modo Copa hace que los jugadores compitan en un conjunto de cuatro pistas seguidas, y se otorgan puntos dependiendo de dónde se ubiquen en cada carrera. El corredor con más puntos en general gana. Al igual que otros juegos de carreras de la serie, las Copas consta de cuatro carreras. Hay cuatro copas en el juego;
| Copa          | Pistas                                                         |
| ------------- | -------------------------------------------------------------- |
| Pistón Plata  | Zen Race, Yaya's Track, Totem Track, Tiny's Track              |
| Volante Plata | Crash's Creek, Coco's Track, Rocky Falls, Canyon Ripper        |
| Pistón Oro    | Spider Race, Cortex's Belvedere, Orichalch Track, Abyss Avenue |
| Volante Oro   | Nina's Track, Toxic Tunnels, Oxide's Track, Star Track         |

Completar una copa premia al jugador con una estrella. Ganar las 4 cuatro estrellas de cada copa le permite al jugador intentar el modo de muerte súbita.

#### Desafíos
El modo Desafío es el modo de historia principal del juego. Consta de ocho misiones para completar.
Coco, Yaya, Ripper Roo y Nina se desbloquean como jugables al completar misiones. Completar todas las misiones desbloquea el modo Monster Truck.

#### Arcade
Las carreras arcade son el principal modo de carreras libres, que permite a los jugadores competir en cualquier pista que deseen con cualquier personaje y combo de kart. También son el único método para desbloquear nuevos karts.
10 Wumpa Fruit aparecen en ubicaciones predeterminadas en cada pista. Recolectar las frutas y colocarse tercero o superior en la carrera agrega la fruta que ha recolectado a un contador, que cuenta para permitir que el jugador desbloquee nuevos karts. Se puede recolectar un máximo de 10 frutas en total por pista, lo que significa que para desbloquear todos los karts, el jugador debe obtener las 10 frutas en las 16 pistas.

#### Muerte Súbita
Los jugadores deben correr a través de todas las pistas del juego. Si los jugadores no terminan en primer o segundo lugar, deben reiniciar desde el principio. Además, el primer personaje que completa su tercera vuelta hace que la carrera finalice, independientemente de la posición en la que se encuentre el jugador. Hay 4 corredores en total, incluido el jugador, en lugar de los 6 habituales. Dos de ellos se seleccionan al azar de cualquier personaje. aparte del que el jugador está compitiendo, mientras que el cuarto siempre es Oxide. Este modo se desbloquea al completar todas las Copas.

#### Camión Monstruo
Este modo hace que el jugador corra en un camión monstruo. El objetivo de este modo es aplastar a tantos enemigos como sea posible en dos minutos. Tiny se desbloquea aplastando a 50 enemigos en una ronda en este modo. Una vez que se completan todas las misiones en el Modo Desafío, este modo se desbloquea.

## Personajes
Con la excepción de Tiny Tiger, todos los personajes que estaban presentes en los juegos Crash de la era de PlayStation han vuelto a los diseños de esa era. A Nina también se le ha dado un rediseño que se parece a su aparición en Crash Tag Team Racing.

## Karts
Hay ocho karts en el juego. Excepto el primero, todos están bloqueados. Para desbloquearlos, el jugador debe recolectar una cierta cantidad de Wumpa Fruit. A pesar de que cada kart pertenece a un personaje específico, cualquier personaje puede correr en cualquier kart.

## Potenciadores
Los artículos se pueden obtener rompiendo una Caja ? en la pista. Los elementos son armas que se usan para obstaculizar a otros jugadores o elementos útiles para el beneficio del usuario.
También hay un décimo potenciador que no se puede obtener a través de cajas. Durante la mayoría de los modos de carrera, en cada pista, hay letras C. R. A. S. H. esparcidas por todas partes para coleccionar, de manera similar a un Desafío CTR. Una vez que se recolectan las 5 letras, el modo de camión monstruo se activa temporalmente, lo que le brinda al jugador un aumento de velocidad extendido, invencibilidad y la capacidad de aplastar a cualquier oponente en su camino. El modo de camión monstruo finaliza automáticamente después de un breve período de tiempo establecido, pero puede terminar prematuramente si el usuario cae en un pozo.

## Pistas
Hay dieciséis pistas en total, con dos en cada uno de los ocho mundos. Cada personaje tiene su propia pista de inicio.
| Curso                  | Mundo                    |
| ---------------------- | ------------------------ |
| La pista de Yaya       | El bosque de bambú       |
| Carrera zen            | El bosque de bambú       |
| Pista de tótem         | Arriba en el bosque      |
| La pista de Tiny       | Arriba en el bosque      |
| Crash's Creek          | Los castillos de arena   |
| La pista de Coco       | Los castillos de arena   |
| Cascadas rocosas       | El cañón largo           |
| Desgarrador de cañones | El cañón largo           |
| Carrera de arañas      | Arachnelandia            |
| Belvedere de Cortex    | Arachnelandia            |
| Pista de Orichalch     | Atlántida                |
| Avenida del Abismo     | Atlántida                |
| La pista de Nina       | Las cloacas nitroactivas |
| Túneles Tóxicos        | Las cloacas nitroactivas |
| Pista de óxido         | El mundo de Oxide        |
| Pista de estrellas     | El mundo de Oxide        |

## Citas
No hay clips de voz hablados, y el único audio del juego es música, pero hay algunos diálogos escritos atribuidos a personajes específicos.

### Nitros Oxide
- "¡Transformaré este mundo en un estacionamiento!" (Introducción al modo Desafío)
- "¡Yaya nunca me vencerá!" (Seleccionando la misión ¡Salva a Yaya!)
- "¡Un océano de nitro!" (¡Seleccionando la misión Wumpas Galore!)
- "¡Cortex es el mejor!" (Seleccionando la misión Baños Nitroactivos)
- "¿Sufres de vértigo?" (Seleccionando la misión The Eternal Second)
- "¡Un lugar perfecto para una emboscada!" (Seleccionando la misión Karts on the Rocks)
- "Soy el mejor, ¿quién se atreve a dudarlo?" (Seleccionando la misión Petróleo Submarino)
- "¡Coco no me detendrá!" (Seleccionando la misión de monóxido de carbono)
- "¡Por fin! Un duelo para decidir el ganador". (Seleccionando la misión The Ultimate Challenge)

### Máscara robótica sin nombre
- "Bienvenido a Crash Nitro Kart 2. Puede presionar "#" en cualquier momento para omitir este tutorial. El kart acelera automáticamente. Use 4 o 6 (o el teclado direccional) para girar a la izquierda o a la derecha. Use 8 para frenar y 2 para saltar (o usar el pad direccional). Usa 5 (o el botón central del pad direccional) para activar una bonificación". (Tutorial para principiantes)
- "Yaya ha desafiado a Oxide para que deje de arrasar su bosque. No dejes que Oxide derrote a Yaya". (Tutorial de ¡Salva a Yaya!)
- "Oxide alimenta wumpas a su máquina que creó para convertir los océanos en combustible nitro. ¡Recoge más wumpas que él!" (Tutorial de Wumpas Galore!)
- "Aquí es donde Cortex refina el combustible nitro de Oxide. ¡Coco, explota a Cortex 3 veces para traerlo de vuelta a la Tierra!" (Tutorial de Baños Nitroactivos)
- "Ripper Roo sembra el pánico entre los Bandicoots para vengar a Cortex. Cruza la línea al menos 3 veces antes que él". (Tutorial de El Eterno Segundo)
- "¡Frustra la emboscada: recoge las letras C.R.A.S.H. y aplasta a los villanos como panqueques!" (Tutorial de karts en las rocas)
- "¡No dejes que los océanos se vuelvan nitroactivos! Llega a Atlantis antes que los villanos y sabotea su máquina". (Tutorial de aceite submarino)
- "El portal dimensional de Oxide está aquí. Haz que caiga en un agujero 3 veces para aturdirlo". (Tutorial de monóxido de carbono)
- "Crash evitó el portal de Oxide gracias a Coco. ¡El ganador de esta carrera decidirá el destino de la Tierra!" (Tutorial del último desafío)
- "¡Bienvenido al modo de muerte súbita! [sic] 16 carreras te esperan. ¡Sé valiente y llega al menos en segundo lugar para clasificarte! (Tutorial del modo de muerte súbita)
- "¡Aplasta al máximo de oponentes en 2 minutos!" (Tutorial del modo Monster Truck)

### Doctor Neo Cortex
- "...¡Y no será gratis para ti!" (Introducción al modo Desafío)

### Yaya Panda
- "¡Crash! ¡Solo tú puedes evitarlo!" (Introducción al modo Desafío)

## Curiosidades
- Ripper Roo usa una camiseta blanca en este juego en lugar de su camisa de fuerza habitual, con sus brazos y manos claramente visibles sosteniendo el volante cuando gira.
- En ciertos mundos, los sombreros se colocan en la cabeza de los personajes durante las carreras.
  - En The Bamboo Forest, todos los personajes llevan inexplicablemente grandes sombreros de paja.
  - En Atlantis y Oxide's World, todos los personajes usan cascos espaciales similares a burbujas para permitirles respirar.
- Una captura de pantalla de una maqueta anterior muestra que el juego fue planeado para tener un mundo temático de nieve, con muñecos de nieve y agua helada como obstáculos. No aparece tal mundo en el juego final.
- Curiosamente, el arte promocional del juego usa los diseños de Crash of the Titans/Mind Over Mutant de Crash y Cortex, pero el juego en sí usa los diseños clásicos para las tazas de los personajes y los sprites del juego.